# Grund- und Mittelschule Memmingen-Amendingen
Die Grund- und Mittelschule Memmingen-Amendingen, bis 2011 Volksschule Amendingen, befindet sich im Memminger Gemeindeteil Amendingen. Sie besteht aus einer Grund- und einer Mittelschule. Die Verbandsschule ist die größte Mittelschule der Stadt Memmingen. Sie wurde 1979 bundesweit bekannt, als ein Lehrer einen Schüler ohrfeigte und dies vom Bayerischen Obersten Landesgericht mit Bezug auf das Gewohnheitsrecht toleriert wurde. Dieses Urteil führte zu einer Gesetzesänderung in Bayern, die an Schulen die Prügelstrafe endgültig abschaffte.

## Beschreibung der Schule

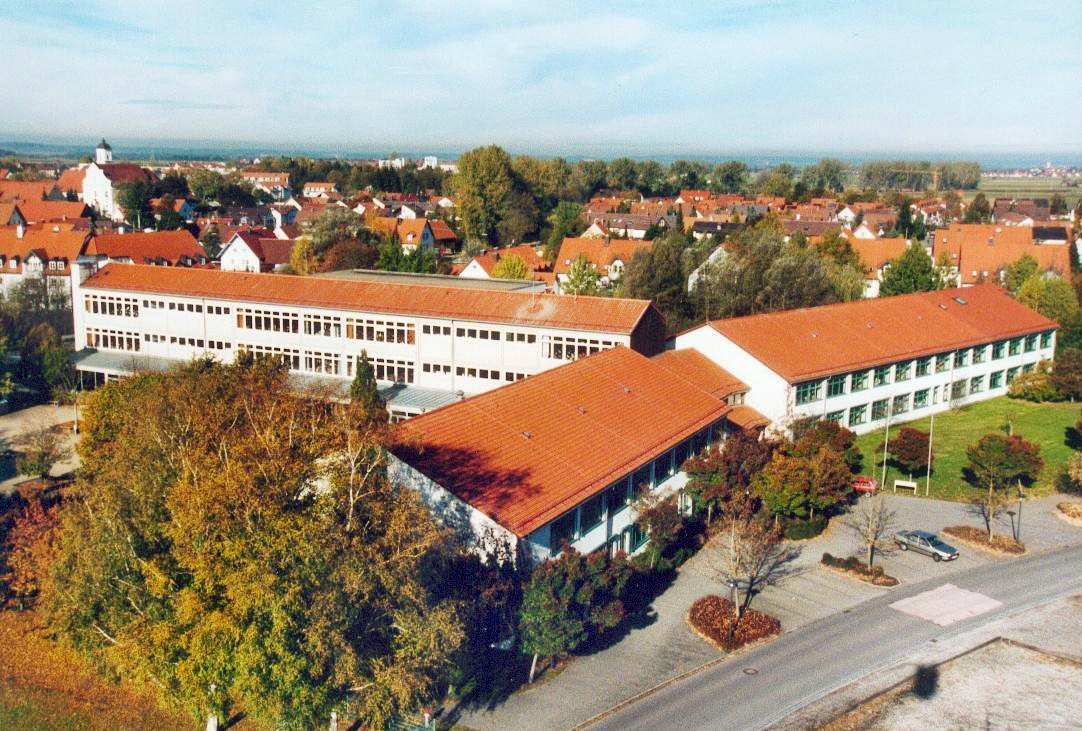
Das Gebäude der Volksschule Amendingen.

Zum Schulsprengel der Grundschule Amendingen gehören die Memminger Ortsteile Amendingen und Eisenburg (ab Klasse 1) sowie der Ortsteil Steinheim und die Gemeinden Buxheim, Heimertingen, Fellheim und Pleß (Klassen 5–9).
Im Schuljahr 2023/24 besuchten knapp 450 Schüler die Grund- und Mittelschule, das Kollegium umfasste knapp 30 Lehrer.
Der Anteil an Schülern ohne deutsche Staatsangehörigkeit liegt bei etwa 16 %. Die Grundschule ist zweizügig mit der Ausnahme einer Kombiklasse 1/2, während die Mittelschule durchgängig zweizügig ist. Dabei wird auch ein Mittlere-Reife-Zug von der 7. bis zur 10. Klasse angeboten. Neu ist seit dem Schuljahr 2008/09 eine Ganztagesklasse, allerdings nicht wie üblich ab der 5., sondern in einer 7. Klasse des Mittlere-Reife-Zuges.

## Geschichte

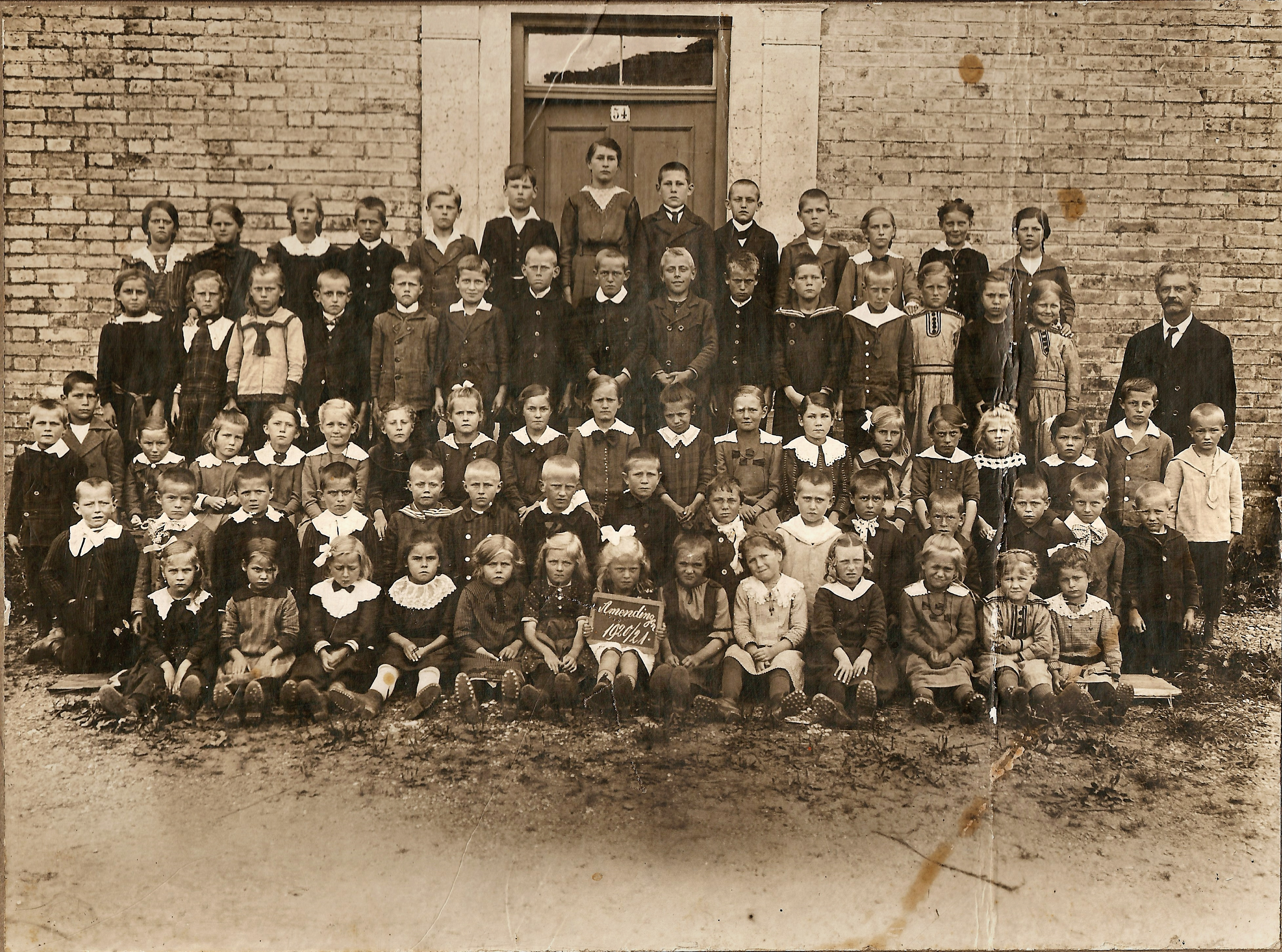
Die Schüler aus dem Jahrgang 1920/21 vor der Großen Schule.

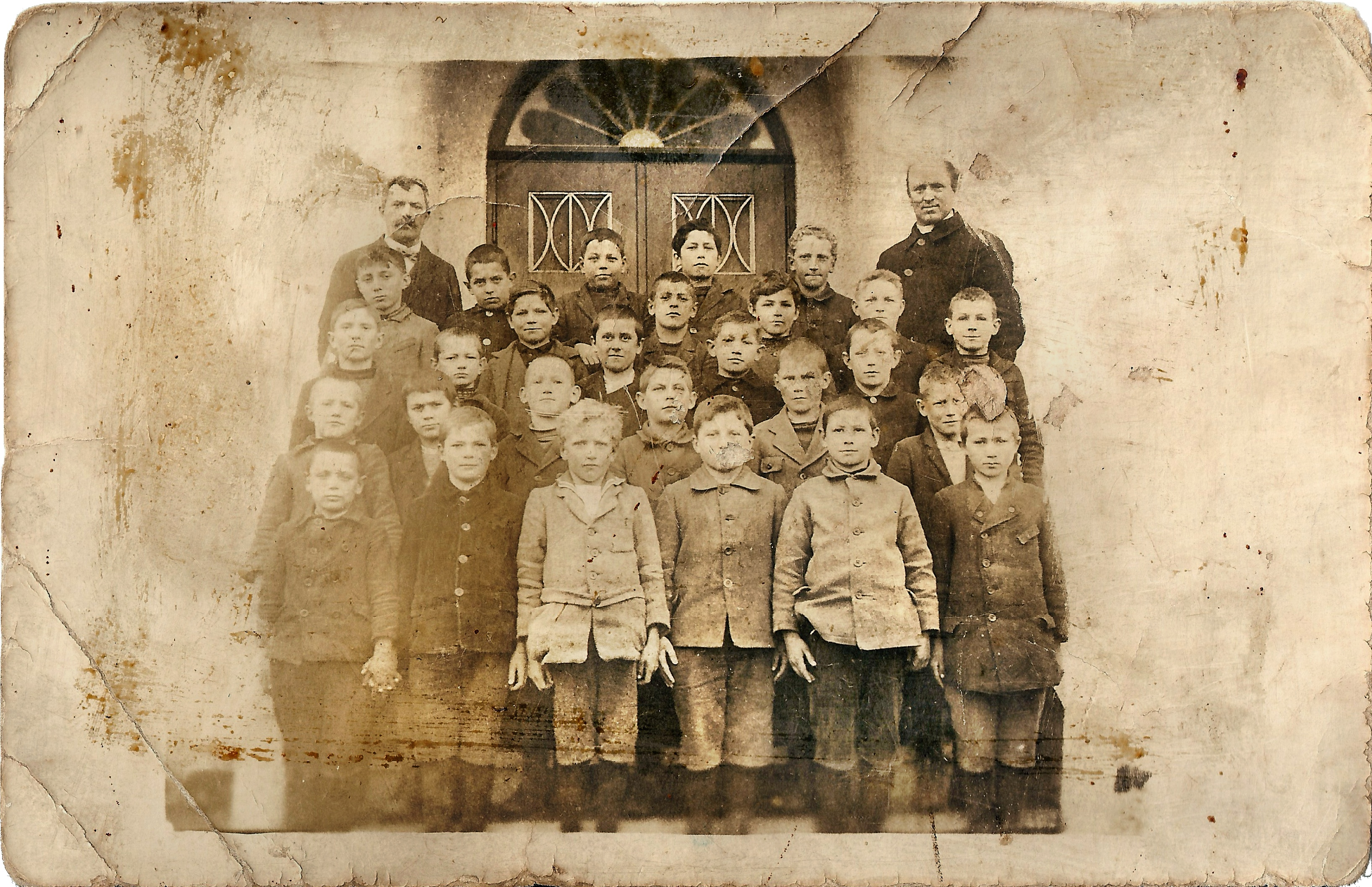
Eine Klasse des Jahrgangs 1925 vor der damals neuen Schule an der Schulsteige.

### Gründungszeit
Eine der ersten gesicherten Nennungen der Schule bezieht sich auf die Jahre 1808–1810. Nach der Übernahme der Landeshoheit durch das Königreich Bayern wurden die neuen Besitztümer von Kommissären aufgenommen und als sogenannte Besitzfassionen dokumentiert. Es existierte vermutlich schon viel früher eine Schule am Ort. Allerdings ist die Quellenlage darüber sehr dünn. Das Schulhaus, ein kleines Backsteingebäude, stand neben der heutigen Sparkasse in Amendingen. Etwa 50 Schüler der Jahrgangsstufen eins bis sieben wurden dort in einer einzigen Klasse unterrichtet. Nachdem die Schülerzahl angestiegen war, wurde die vormals einklassige Schule in zwei Stufen gegliedert. Die „Kleine Schule“ mit den Schülern der ersten und zweiten Jahrgangsstufe befand sich vorübergehend im alten Mesnerhaus neben der Kirche. Die „Große Schule“ mit den Schülern der dritten bis siebenten Jahrgangsstufe verblieb im alten Backsteingebäude.

### Schule an der Schulsteige 1923–1964
Die erste große Schule in Amendingen wurde während der Inflationszeit unter dem damaligen Bürgermeister Johann Dirr erbaut. Dirr ließ einen für die damaligen Verhältnisse der Gemeinde großzügigen Plan anfertigen, den der Gemeinderat zwar grundsätzlich befürwortete, aber wegen der nicht finanzierbaren Bausumme ablehnte. Dirr hielt an dem Plan fest und setzte ihn auf eigene Kosten um. Er begann den Bau der Schule auf seinem eigenen Grundstück. Durch die fortschreitende Geldentwertung und die aus taktischen Gründen reichlich späten Zahlungen wurde der Bau immer kostengünstiger. Bei der Fertigstellung im Jahre 1923 stellte sich heraus, dass das Teuerste am Bau der Schule die Einrichtung war, die mit der neuen Rentenmark bezahlt werden musste.
1949 wurde die Schule erstmals renoviert. Durch den Anstieg der Einwohnerzahlen nach dem Krieg wurde der Raum in der vorher als „übertrieben groß“ bezeichneten Schule knapp. Im Jahr 1954 wurde die Schule mit einem dritten Schulsaal erweitert. Zu dieser Zeit waren dort insgesamt drei Lehrkräfte tätig. Einige Jahre später folgte ein weiterer Saal in barackenähnlichem Stil. Pläne zur weiteren Vergrößerung der Schule wurden zu Gunsten eines Neubaus an anderer Stelle aufgegeben, im Gebäude der bisherigen Schule brachte man den Kindergarten unter. Der Name der Straße erinnert weiterhin an die damalige Schule.

### Schule an der Waimerstraße von 1964 bis heute

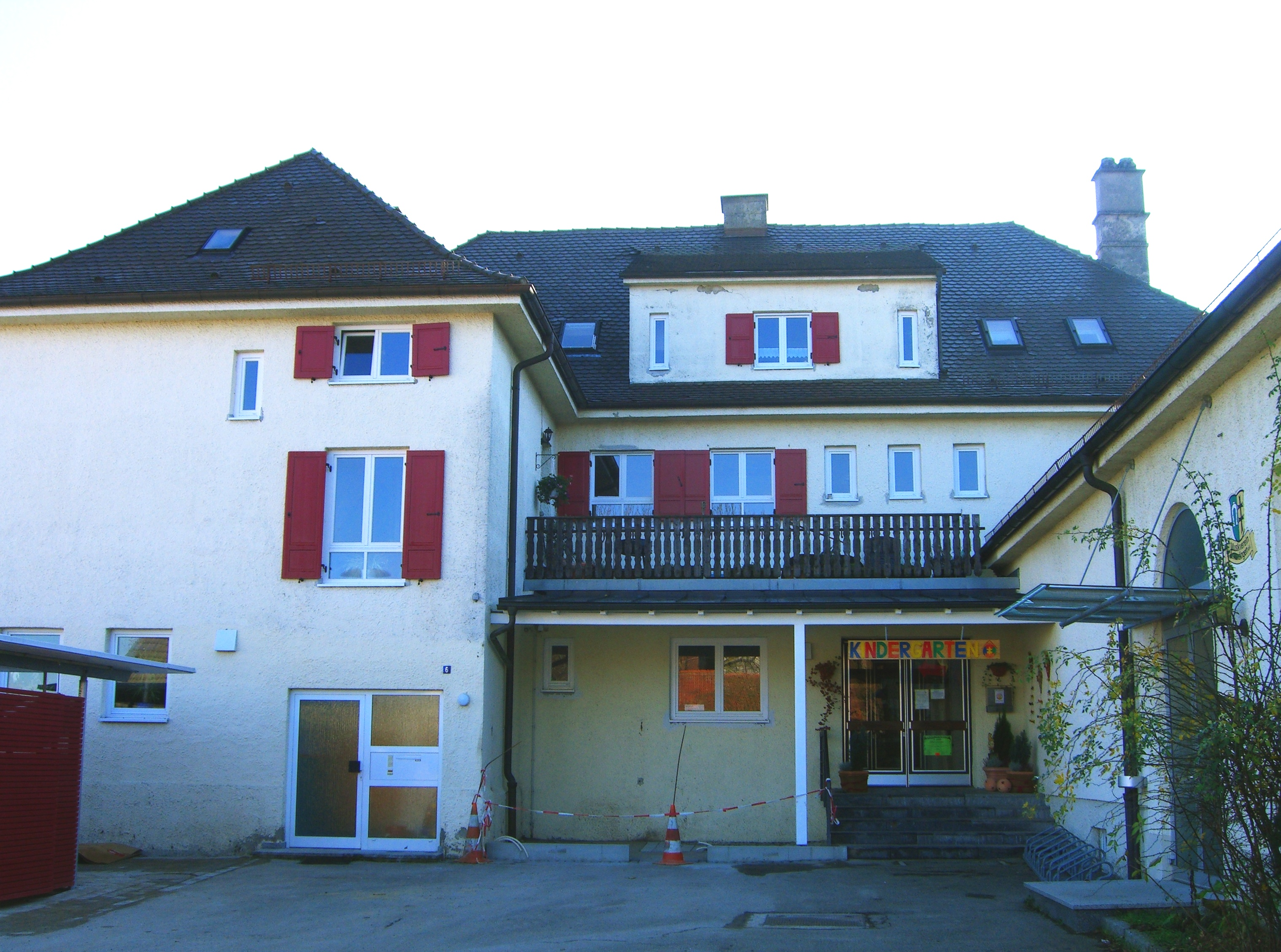
Die alte Schule an der Schulsteige. Im Gebäude ist heute der Kindergarten untergebracht.

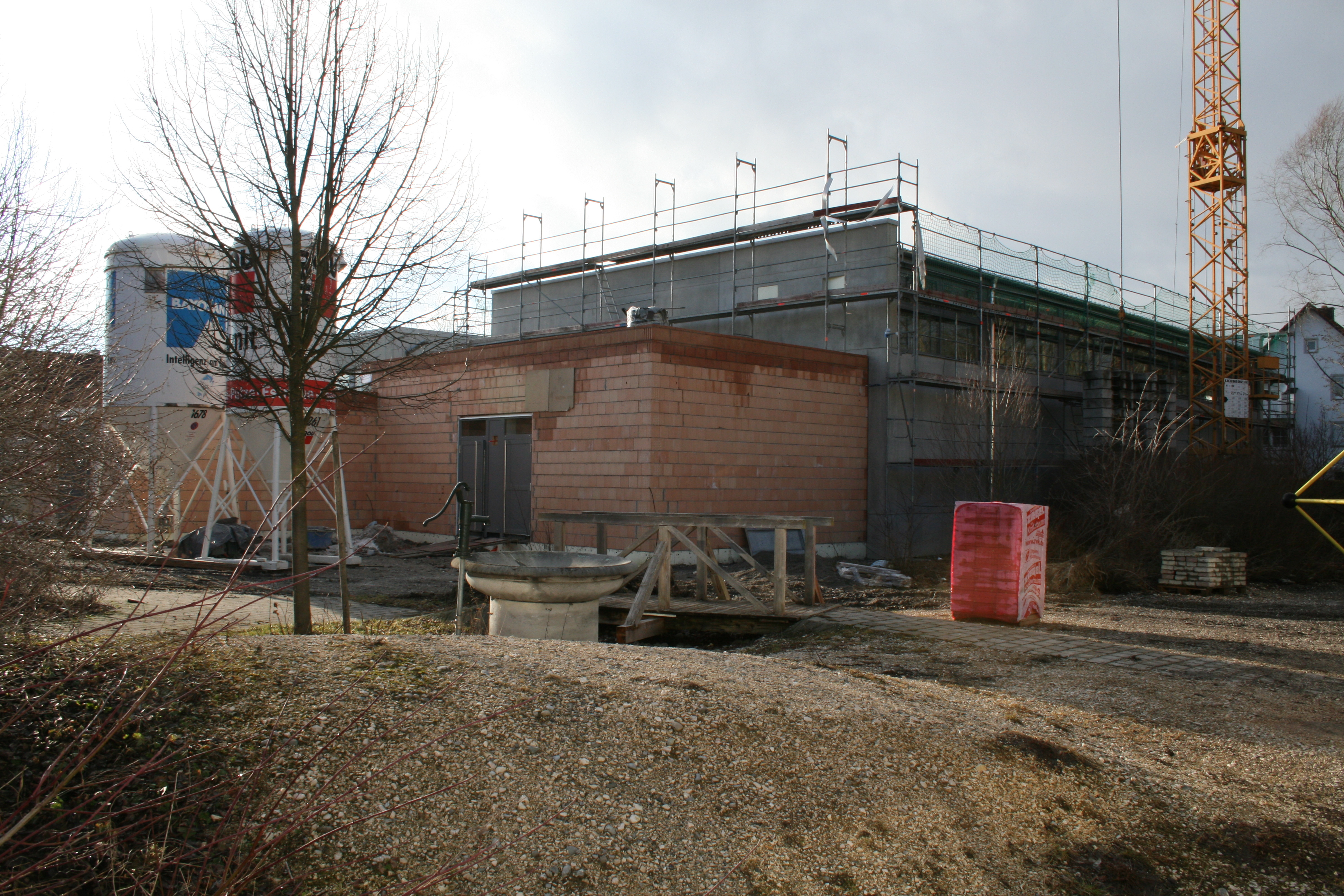
Erweiterungsbau der Turnhalle im März 2009.

Pläne von Facharchitekten wurden eingeholt, wobei vor allem die Standortfrage mit besonderen Schwierigkeiten verbunden war. Von Bauern war in der günstigen Lage kein so großes Gelände zu erwerben, außerdem musste auch auf deren Existenz, die nicht gefährdet werden durfte, Rücksicht genommen werden. Nach langem Suchen wurde schließlich ein im Besitz der Bürger- & Engelbräu AG befindliches Grundstück am Ostrand des Dorfes gewählt, dessen Lage in einem Gutachten der Regierung empfohlen wurde. Besonders lobend wurde der Umstand erwähnt, dass die umgebende Wasserschutzzone und der Sportplatz die Gewähr böten, dass die unmittelbar angrenzenden Grundstücke nicht bebaut werden und der freie Blick in die grüne Landschaft erhalten bleibt.
Die Eigentümer waren nicht abgeneigt, das Grundstück zu verkaufen, machten aber wegen steuerlicher Bedenken einen Rückzieher. Die zum Kauf fest entschlossene Gemeinde konnte den Erwerb jedoch nach zweijährigen Verhandlungen 1964 doch noch abschließen, nachdem zwischenzeitlich sogar mit Enteignung gedroht worden war. Damit war der Weg frei für das bis dahin größte Bauvorhaben in der Amendinger Geschichte.
Mit einem Kostenaufwand von rund zwei Millionen D-Mark entstand ein Schulzentrum mit einer achtklassigen Volksschule einschließlich Turnhalle. Baubeginn war im Oktober 1964. Knapp zwei Jahre später, am 16. Juli 1966, wurde der Neubau eingeweiht. Er umfasste neben Fachräumen neun Klassenzimmer mit einem Aufnahmevermögen von rund 200 Schülern, wodurch jetzt auch Jahrgangsklassen gebildet werden konnten. Kurz nach der Fertigstellung wäre allerdings schon eine Erweiterung nötig gewesen, da die Schule eine Verbandsschule wurde und die Schülerzahl hierdurch rapide anstieg. Zudem wurde die Gemeinde nach der Eingemeindung 1972 ein beliebtes Zuzugsgebiet mit reger Bautätigkeit. Das neue Schulgebäude war bereits viel zu klein geworden; deshalb mussten Ausweichräume geschaffen werden. Im Schulhof wurde ein Pavillon aufgestellt, in dem einige Klassen behelfsmäßig untergebracht wurden. Zeitweise befanden sich bis zu zwölf Klassen in Schulgebäuden anderer Ortsteile und in Buxheim. Aufgrund der Platznot wurde unter anderem überlegt, den Schulsprengel neu aufzuteilen und die Schule nur für Amendinger Schüler zugänglich zu machen oder verschiedene Klassen auf die Schulen der Stadt Memmingen aufzuteilen. Dies wurde aber von Bevölkerung und Politikern abgelehnt.
Nach häufigem und dringlichem Aufzeigen der Schulraumnot wurde der Schulhausneubau 1984 schließlich genehmigt. Grundlage des Planungskonzeptes für die Erweiterung war das genehmigte Raumprogramm der Regierung von Schwaben vom September 1985. Nach diesem Programm standen für den Erweiterungsbau etwa 1220 Quadratmeter Hauptnutzfläche zur Verfügung. Der Erweiterungsbau wurde im Osten an die bestehende Pausenhalle angebunden und mit zwei Flügeln in Nord-Süd-Richtung über eine Eingangshalle verbunden. Damit waren am bestehenden Gebäude einige Umbauten erforderlich, wie der Durchbruch der Pausenhalle nach Osten. Außerdem wurden längst fällige Sanierungsarbeiten am Altbau vorgenommen. Die undicht gewordene Flachdachkonstruktion ersetzte man durch einen flach geneigten Dachstuhl mit Ziegeldeckung. Am 13. Mai 1986 erfolgte der erste Spatenstich. Trotz des langen und strengen Winters 1986/1987 und des Dauerregens im Sommer konnte die Schule termingerecht zum Schuljahresbeginn am 20. November 1987 ihrer Bestimmung übergeben werden. Der Bau hatte insgesamt 7,1 Millionen D-Mark gekostet. Das neue Schulgebäude bot Platz für alle 421 Schüler; im Altbau wurde die Grundschule und im Neubau die Hauptschule untergebracht.
Bereits 1996 wurden weitere platzschaffende Baumaßnahmen nötig: An der Nordseite der ersten Erweiterung baute man acht weitere Klassen- und Fachräume an. Im Schuljahr 1999/2000 wurde erstmals eine M-Klasse gebildet, 2003 legten erstmals Schüler die Mittlere-Reife-Prüfung an der Volksschule ab. Im Jahr 2002 bauten Schüler, Lehrer und Eltern gemeinsam den Pausenhof an der Nordseite aus. Bereits ein Jahr darauf wurde mit dem Ausbau des nördlichen Dachbodens als Mittagsbetreuungsraum wieder ein Projekt in Zusammenarbeit mit den Eltern initiiert. Somit konnte ab dem Schuljahr 2003/2004 eine Mittagsbetreuung an der Schule angeboten werden. Am 5. August 2008 fand der erste Spatenstich zur Erweiterung der Turnhalle statt, diese kostete knapp zwei Millionen Euro. Nach einjähriger Bauzeit wurde der Erweiterungsbau am 30. Juli 2009 eingeweiht. Im Rahmen der bayerischen Schulreform der Hauptschulen wurde die Schule ab dem 1. August 2011 von der Volksschule in eine Grund- und Mittelschule umgewandelt.
2019 wurden an der Schule weitere Erweiterungsbauten und Umbaumaßnahmen vorgenommen, um Räume für die Ganztagesbetreuung und einen neuen Mensabereich zu schaffen. Für die Mittagsbetreuung wurde ein verglaster Anbau im nördlichen Schulbereich mit direkten Zugang zum Pausenhof gebaut. Die Mensabereiche wurden an der Südseite an den bisherigen Hauswirtschaftsbereichen angebaut. Die Kosten beliefen sich auf etwa 2,4 Millionen Euro.
Eine zusätzliche Verbesserung der Verkehrsanbindung soll im Rahmen des Ausbaus der Regio-S-Bahn Donau-Iller mit den sogenannten „Memminger Halten“ erfolgen. Dieser sieht vor, dass beim Sportplatz nordöstlich der Schule eine neue Haltestelle der Linie RS 7 entstehen soll. Die Schule soll mit einer umwegfreien Fußweg verbunden werden. Diese soll bis 2025 realisiert sein.

### Watschen-Urteil
1979 rückte die Schule in den Blickpunkt der bundesdeutschen Öffentlichkeit. Ein Amendinger Lehrer hatte einem Schüler aufgrund seines Benehmens eine Ohrfeige verpasst. Der Schüler zeigte den Lehrer an und das Amtsgericht Memmingen verurteilte diesen zu einer Geldstrafe von 1800 Mark. Der Prozess ging weiter bis zum Bayerischen Obersten Landesgericht. Dieses revidierte das erste Urteil und sprach den Lehrer frei. Die Begründung war, dass zwar körperliche Züchtigung in der Allgemeinen Schulordnung (AschO) aus dem Jahre 1973 verboten sei, aber da es sich nicht um ein formelles Gesetz, sondern um eine Rechtsverordnung handelte, konnte mit ihm nicht das „gewohnheitsrechtlich begründete Züchtigungsrecht für Lehrer außer Kraft gesetzt werden“. Diese „juristische Wiederbelebung“ der Prügelstrafe führte zu einem großen medialen Echo. Noch im gleichen Schuljahr verabschiedete der bayerische Landtag ein Gesetz, das die Prügelstrafe an Schulen in Bayern endgültig verbot.

### Liste der Rektoren
| vor 1890–1912 | Thomas Böck       |
| 1912–1920     | Franz Moser       |
| 1920–1946     | Julius Baur       |
| 1946–1955     | Georg Ziegler     |
| 1955–1971     | Bruno Grotz       |
| 1971–1984     | Hans Goroll       |
| 1984–2005     | Hans Bruscha      |
| 2005–2012     | Josef Böckh       |
| seit 2012     | Robert Hackenberg |

### Bekannte ehemalige Schüler
- Josef Madlener (* 1881; † 1967), Dichter und Maler
- Alois Goldhofer (* 1922; † 1981), Gründer der Goldhofer AG
- Franz „Bulle“ Roth (* 1946), ehemaliger Fußballspieler des FC Bayern

## Architektur und Gebäude

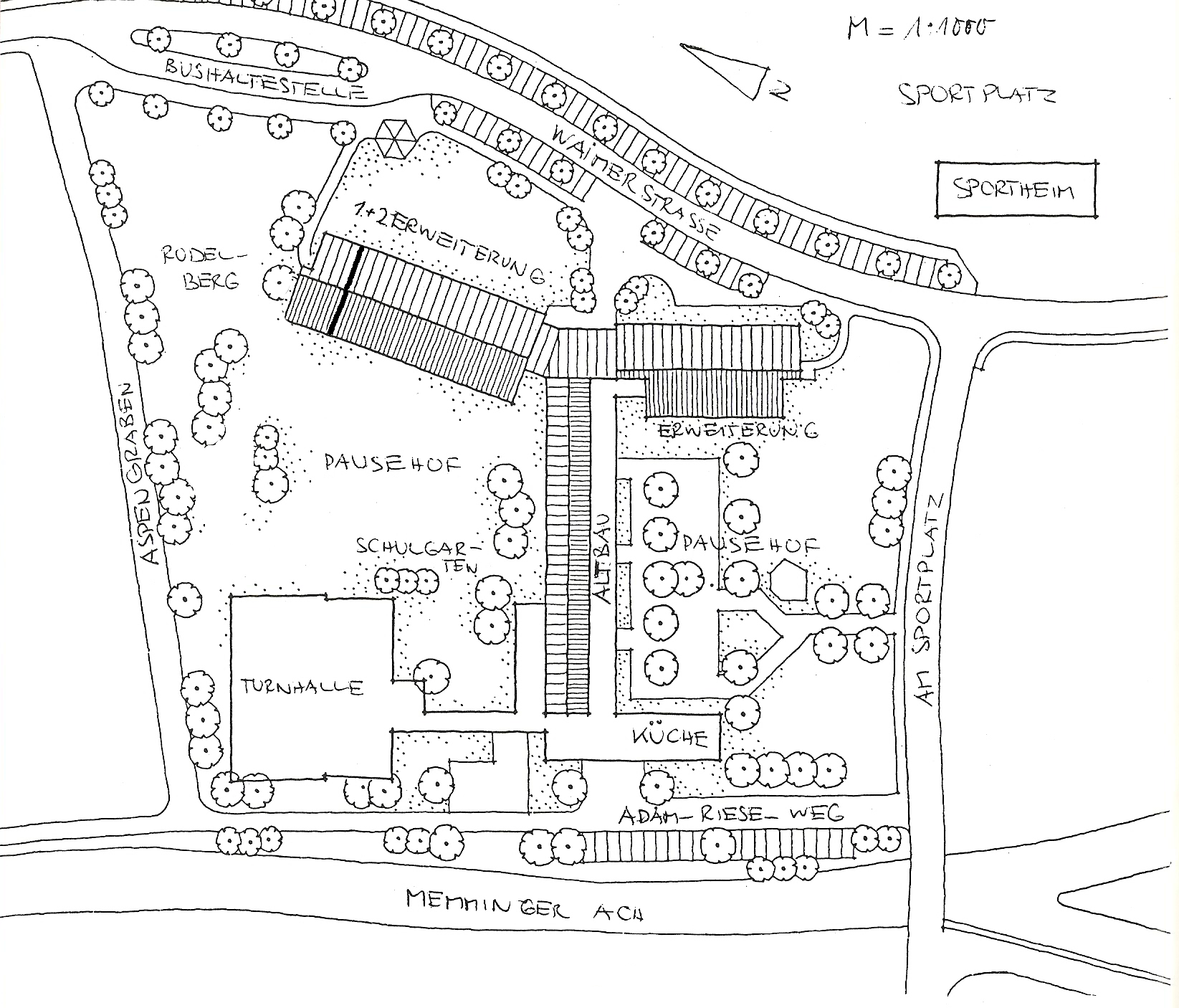
Lageplan der Schule mit den einzelnen Gebäudeteilen.

Der Gebäudetrakt der Schule gliedert sich in vier Bauabschnitte. Der Altbau mit Küche und Turnhalle wurde 1966 fertiggestellt. In den Klassenzimmern des Altbaus sind die Schüler der Grundschule untergebracht. In den beiden Flügeln in Nord-Süd-Richtung, die 1987 fertiggestellt wurden, und der zweiten Erweiterung an der Nordseite von 1996 sind die Mittelschule und alle Fachräume untergebracht. Die Schule verfügt über 25 Klassenzimmer, die im Schuljahr 2008/2009 alle belegt waren. Zusätzlich sind ein Verwaltungstrakt, Gruppen- und Fachräume für Informatik, Physik, Werken, Textilarbeit, Kunst, Musik und Hauswirtschaft und eine umfangreiche Lehrer- und Schülerbücherei vorhanden. 2003 entstand im Dachgeschoss ein Mittagsbetreuungsraum für die Grundschüler, der zum Teil in Eigenregie zusammen mit den Eltern errichtet wurde.
Für den Sportunterricht stehen eineinhalb Turnhallen zur Verfügung. Alle Hallen sind täglich durchgehend belegt. Im kleinen Teil der Turnhalle kann allerdings nur eingeschränkt Sport betrieben werden, so dass Arbeitsgemeinschaften im Sportbereich teilweise in die Turnhalle Steinheim ausgelagert werden mussten. 2009 wurde eine weitere Einfachturnhalle als Erweiterung gebaut. Die Freisportanlage befindet sich in unmittelbarer Nachbarschaft der Schule. Jede Woche steht das städtische Hallenbad der Grundschule für zwei Stunden zur Verfügung.
Für die Mittagsbetreuung der Mittelschüler wurde eine Mensa gebaut. Bis zu 50 Schüler nehmen dort ihr Mittagessen ein. Darüber hinaus bieten im Schulcafé Schüler gemeinsam mit Lehrern günstiges Essen an, das in der Schulküche zubereitet wird. 
Die Schule hat zwei Pausenhöfe. Einer davon wurde in einem Jahresprojekt von Schülern, Eltern und Lehrern naturnah angelegt. Im anderen befinden sich ein Brunnen und eine Pferdeskulptur, die der Memminger Bildhauer Max Pöppel schuf.

## Pädagogische Arbeit, Ausstattung und Angebote

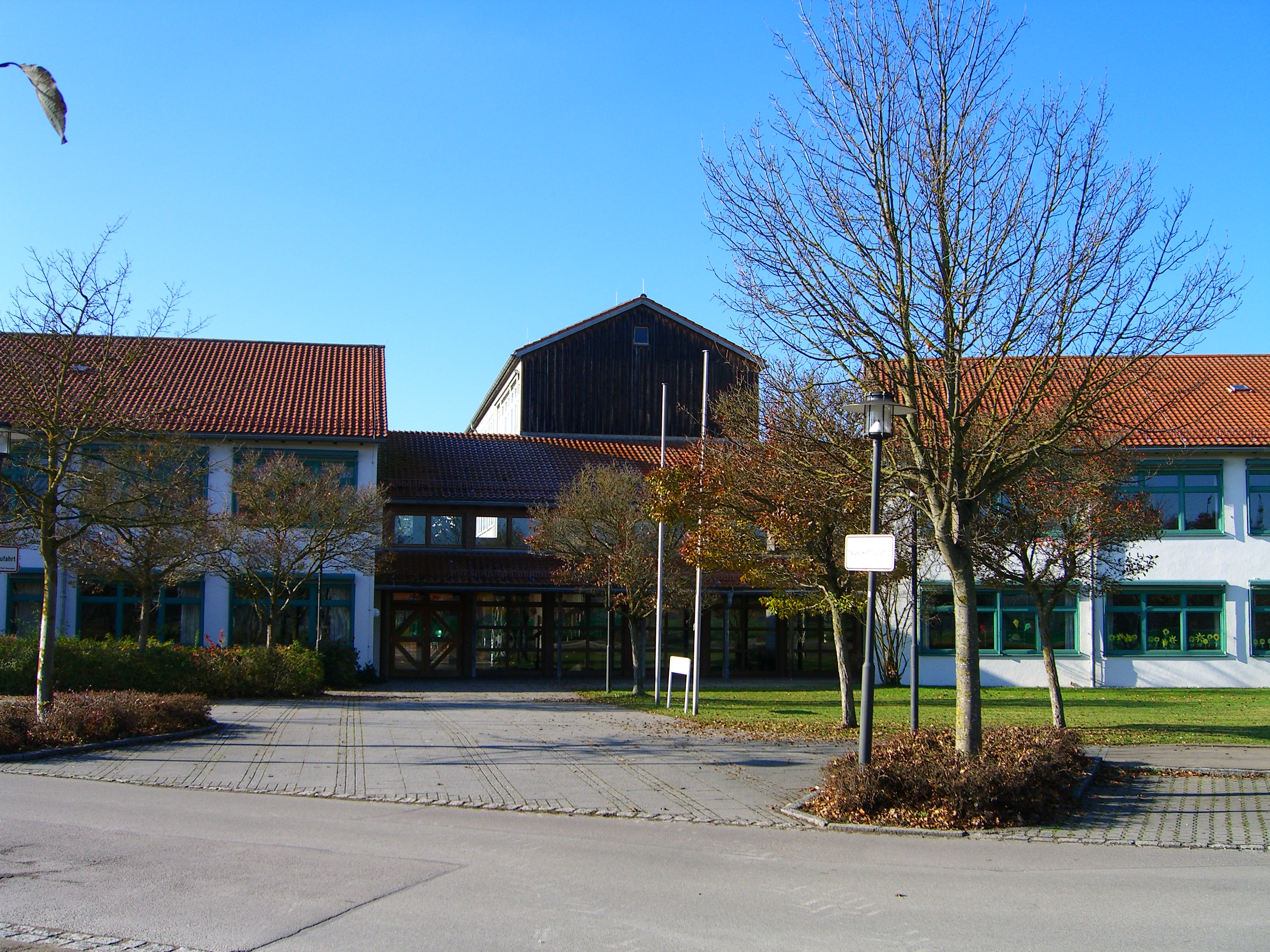
Blick auf den Haupteingang der Schule.

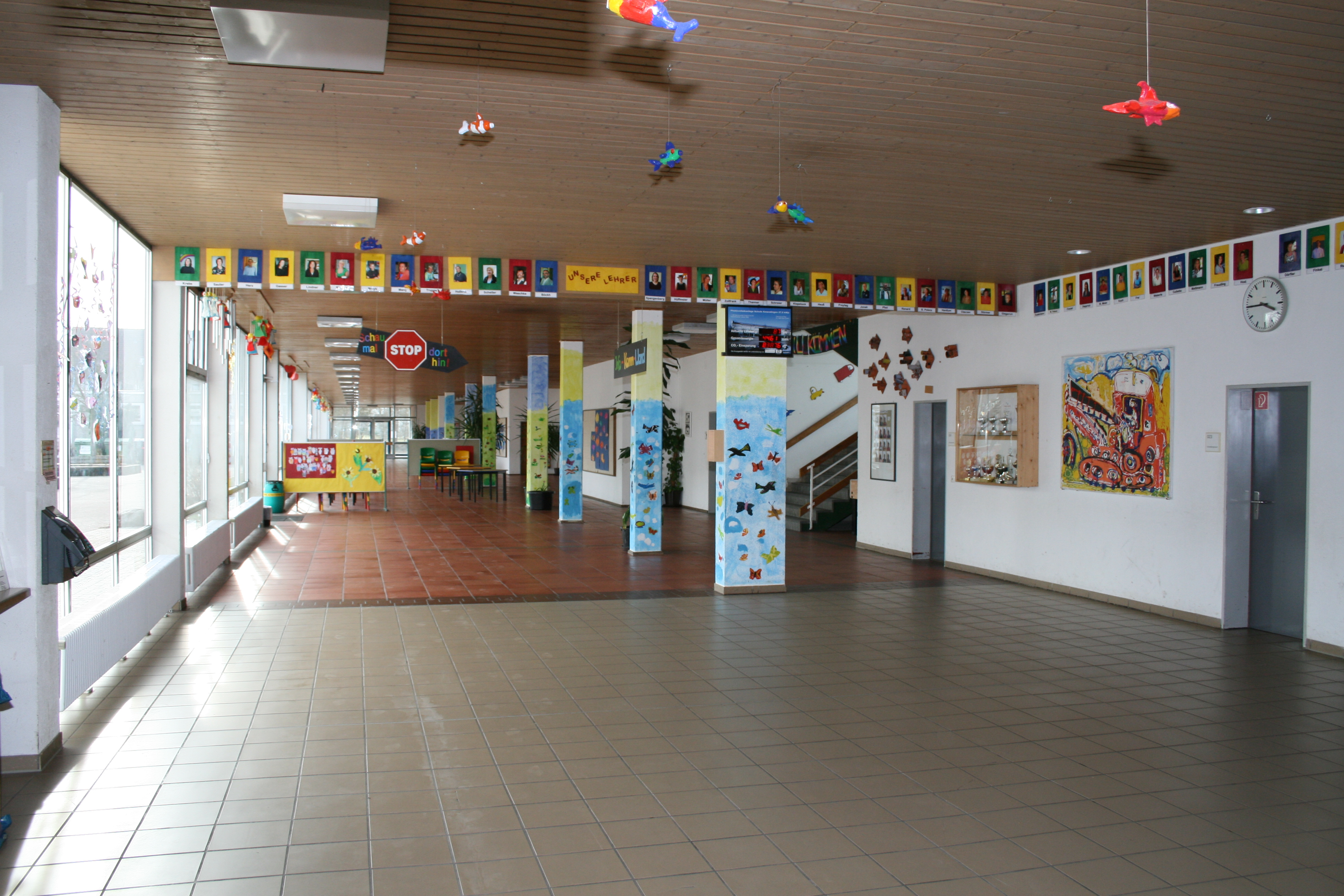
Blick vom Haupteingang in die Aula.

### Förderung sozialer Kompetenz
Die Volksschule Amendingen nahm 2009 am Buddy-Projekt teil, um aktiv gegen Gewalt und Mobbing unter den Schülern vorzugehen und ihnen vorzubeugen. Dabei übernehmen Schüler Patenschaften für jüngere Mitschüler, halfen anderen beim Lernen, setzen sich als Streitschlichter ein oder engagieren sich zum Beispiel in Kindergärten oder Seniorenheimen. Im Bereich der Primarstufe wird zur Prävention von Gewalt und aggressivem Verhalten das Curriculum Faustlos angewandt. Bereits seit dem Schuljahr 2000/2001 werden Schüler der 4. bis 9. Jahrgangsstufe im Rahmen einer Arbeitsgemeinschaft als Schülerstreitschlichter ausgebildet.

### Schulsozialarbeit
Die Schulsozialarbeit an der Volksschule Amendingen wurde ab März 2002 ausgebaut und wird von der Schulsozialarbeiterin geleitet. Gefördert und finanziert wird dieses von der Stadt Memmingen in Kooperation mit dem Träger SKM Katholischer Verein für soziale Dienste Memmingen und Unterallgäu e. V. Die Schulsozialarbeit benützt vorwiegend Methoden der Einzelfallhilfe und der sozialen Gruppenarbeit. Die Pädagogin versteht sich im Beratungsprozess als Gesprächspartner des Ratsuchenden (Schüler, Eltern, Lehrer) und erarbeitet mit ihm alternative Lösungsmöglichkeiten. Die Gespräche haben zum Ziel, den Ratsuchenden nicht isoliert zu behandeln, sondern auch die am Konfliktfeld beteiligten Personen mit einzubeziehen. Es wird mit allen für die schulische und sozialpädagogische Arbeit relevanten Personen bei Behörden, Institutionen und Beratungsstellen zusammengearbeitet.

### Ganztagesklasse im M-Zug
Mit dem Schuljahr 2008/2009 wurde als Modellversuch eine Ganztagesklasse für die siebte Klasse des Mittlere-Reife-Zuges eingeführt. Dabei sollen leistungsstärkere Schüler die Chance auf bessere Betreuung und Förderung erhalten. Zusätzlich werden praktische Fächer wie Buchführung und CAD angeboten. Durch wöchentlich jeweils dreistündige Differenzierung in den Fächern Mathematik und Deutsch soll gezielt gefördert werden. Englisch wird in vier Wochenstunden unterrichtet. Zwei Projektstunden am Nachmittag sollen vor allem dem körperlichen Ausgleich dienen und durch wechselnde Angebote wie zum Beispiel Selbstverteidigung, Gymnastik, Spiele, Fußball oder auch Sportarten wie Golf und Angeln die Schüler zu sportlicher Betätigung anregen. Dies geschieht auch in Kooperation mit externen Anbietern und Vereinen.

### Lesepatenschaft und Schulbücherei
Die Volksschule Amendingen verfügt über eine Schulbibliothek mit über 3000 Büchern. Das Leseangebot wird mit finanzieller Unterstützung des Elternbeirats durch Neuanschaffungen erweitert und ergänzt. Einmal pro Woche kommen zwei ehrenamtliche Lesepaten in die Schule, die mit Grundschulkindern in kleinen Gruppen Texte lesen und Lesespiele durchführen. Seit 2002 nimmt die Schule am Antolin-Projekt teil, einem web-basierten Programm zur Leseförderung in Schulen.

### Arbeitsgemeinschaften und Projekte
An der Schule wird eine Vielzahl von Arbeitsgemeinschaften angeboten, die von den Schülern in ihrer Freizeit wahrgenommen werden können. Beispiele dafür sind die Schülerzeitung, CAD-Kurse, Rope-Skipping, Betreuung der Schulbücherei, Informatik-Kurse, Buchführungs-Kurse, Schulsanitäter. Daneben werden in unregelmäßigen Abständen Projekte organisiert wie zum Beispiel die Aufführung eines Musicals, was gewöhnlich in Zusammenarbeit mit dem örtlichen Musikverein geschieht, ein Sporttag oder das Projekt Miteinander, bei dem Schüler der höheren Klassen für einen Tag mit Grundschülern backen, basteln oder Theater spielen.

### Digitale Schule der Zukunft
Seit dem Schuljahr 2022/23 ist die Mittelschule Memmingen-Amendingen Teil des Pilotprojekts Digitale Schule der Zukunft. Angefangen mit vier Tablet-Klassen lernen inzwischen (Stand Februar 2025) alle Klassen der Mittelschule mit iPads.

## Sonstiges
Förderverein

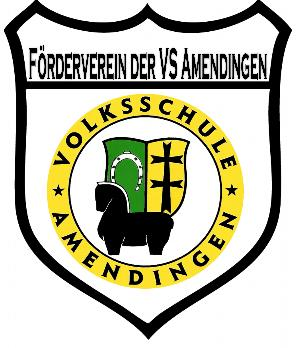
Logo des Fördervereins

Der Förderkreis der Volksschule MM – Amendingen e. V. ist ein Förderverein, der vor allem Träger der Mittagsbetreuung und der erweiterten Mittagsbetreuung ist.
Brieffreundschaft
Seit einigen Jahren halten Schülerinnen und Schüler der Schule Briefkontakt zu Schülern der St. Michael’s Lutheran School in Richville im Bundesstaat Michigan, USA. Die Stadt Memmingen hat einen historischen Bezug zu Richville: Zwei Memminger gründeten um 1850 den Ort, der heute nur noch zirka 300 Einwohner, aber eine große Schule mit mehreren hundert Schülern hat. Zunächst schrieben Schüler der vierten Klassen Briefe auf Deutsch nach Richville; dort wurden sie von älteren Leuten, die noch Deutsch lesen konnten, übersetzt und von den amerikanischen Schülern auf Englisch beantwortet. Allerdings gibt es immer weniger Einwohner in Richville, die Deutsch sprechen und beim Übersetzen der Briefe helfen können. So entstand die Idee, dass die Amendinger Schüler in Englisch schreiben. Da Grundschüler dafür nicht in Betracht kamen, wird die Brieffreundschaft jetzt von den Schülern der 5. und 6. Klasse aufrechterhalten.

## Festschriften und Literatur
- Volksschule Memmingen-Amendingen: Festschrift zur Einweihung des Schulerweiterungsbaues am 20. November 1987. Stadt Memmingen, Amendingen 1987.
- Stefan Binzer: Amendingen in Vergangenheit und Gegenwart – Eine kurzgefasste Ortsgeschichte. Amendingen 1957.
- Stefan Binzer: Amendinger Chronik. Geschichte Amendingens – Über 30 Jahre in Krieg und Frieden – Vom 1. Weltkrieg bis 1964. 1964.